# 전역 (전쟁)
전역(戰役)은 넓은 의미에서 전쟁과 유의어로 쓰인다. 영어로는 캠페인(Military Campaign)을 사용한다. 전쟁이 벌어지는 지리상의 구역을 의미하는 전역(戰域, region)과는 동음이의어이다. 전투가 점이라면 전역(戰役)과 전구는 선과 면으로 비유할 수 있다.
엄밀히 정의하자면 '전쟁의 각 전선에서 벌어지는 특정한 지리적, 시간적 제한 속에서 벌어지는 특정한 목표를 가진 작전들'을 의미한다. 전역은 일반적으로 여러 전투나 교전들의 집합으로 이루어지며, 군대를 통해 전쟁에서의 승리를 위한 전략적 목표를 달성하기 위해 행해진다. 전역은 일반적으로 임시적 비정규군이나 준군사조직(paramilitary)보다는 정규군이나 훈련된 게릴라를 통해 이루어진다. 전역은 또한 특정 지역의 범주 내에서 벌어지는 단일 군사작전을 의미할 수도 있으나 엄밀히 따지면 여러 연관된 작전들의 집합이다. 조선민주주의인민공화국에서는 '전역'을 대규모 전쟁의 각 작전적 단계들로 정의한다.
전역은 극지전, 스키전, 사막전, 정글전, 해전, 심해전, 산악전, 시가전, 공중전, 우주전 등의 전략적 상황을 고려하여 행해진다. 현대전에서 공군의 비중이 점차 강해짐에 따라 제공권을 획득하는 것이 여러 작전가들의 주요 목적이 되고 있다.

## 행동
- 계획 – 전역의 목표, 시간, 범위 및 비용을 정의하는 일반 직원
- 실행 – 병참 및 전투 작전에서 병력과 자원의 조정
- 제어 – 기본 계획과 비교하여 전역 진행 상황을 모니터링한다.
- 결론 – 지휘 명령에 의한 전역 결과의 승인 또는 거부

## 같이 보기
- 비전쟁군사행동
- 군사 전략
- 전투 목록